# Parawixia inopinata
Parawixia inopinata là một loài nhện trong họ Araneidae.
Loài này thuộc chi Parawixia. Parawixia inopinata được Hélio Ferraz de Almeida Camargo miêu tả năm 1950.